# Fiat 500 II

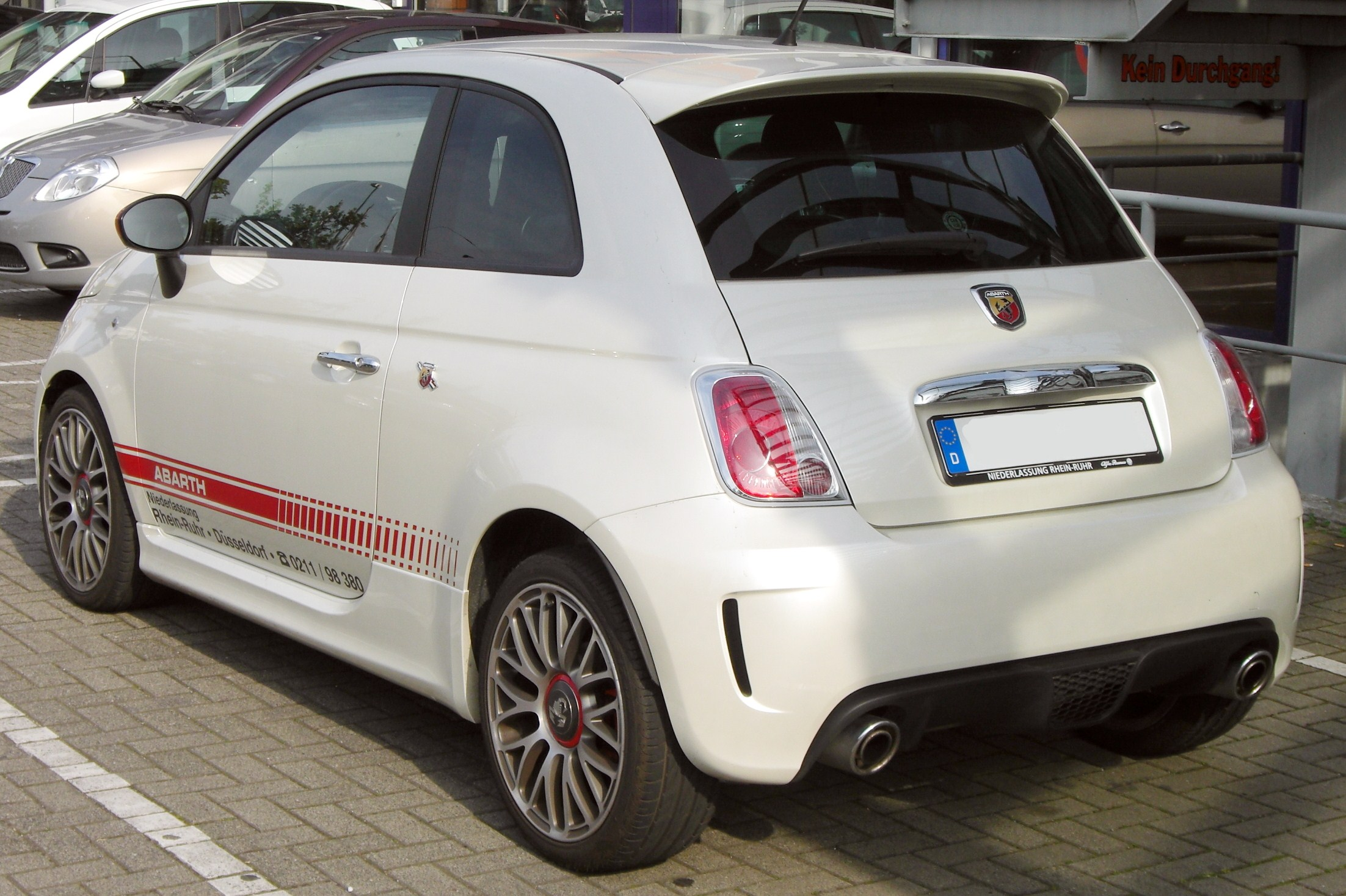
Fiat 500 Abarth

El Fiat 500 és un automòbil del segment A produït pel fabricant italià Fiat des de l'any 2007. Es basa en el Fiat Trepiùno, un prototip presentat en el Saló de l'Automòbil de Ginebra de 2004 que agafaba característiques estilístiques de l'anterior Fiat 500 presentat l'any 1957. Aquest cotxe presenta un disseny retro, amb l'esperança d'emular l'èxit que cotxes com el Volkswagen New Beetle, el Chrysler PT Cruiser o el Mini han aconseguit en els últims temps.

## Seguretat
El Fiat 500 II va passar el test de seguretat Euro NCAP amb els següents resultats
- Adult ocupant =

- Infant ocupant =

- Vianant =

## Versions especials

### Abarth 695 "Tribut Ferrari" (2009)

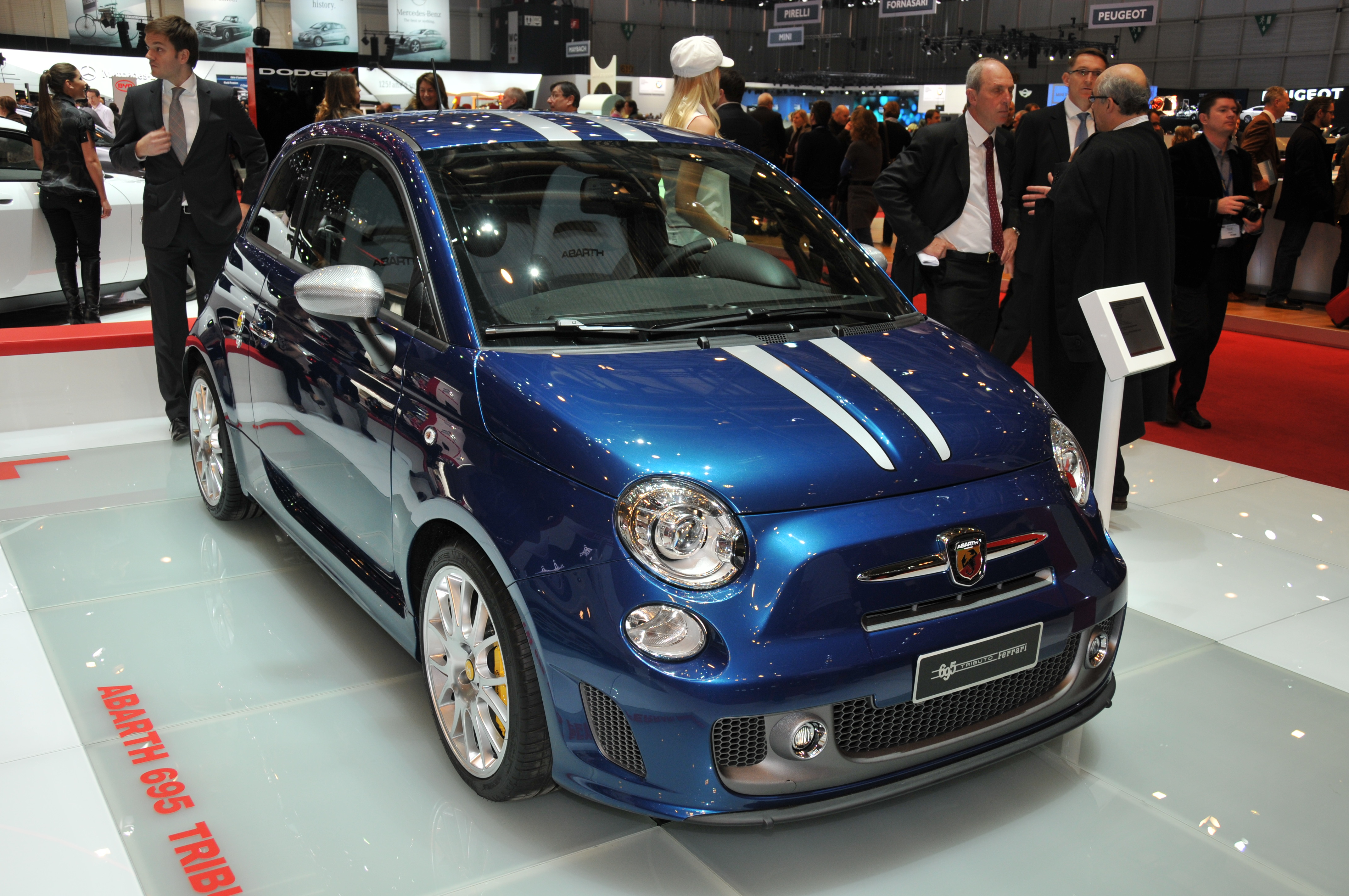
Abarth 695 Tributo Ferrari al Geneva Motor Show 2011.

L'Abarth 695 "Tributo Ferrari" és una edició limitada desenvolupada en col·laboració amb enginyers de Ferrari basant-se en l'Abarth 500. El motor 1.4 Turbo T-Jet 16v desenvolupant-se, utilitza un diferent turbocarregador Garrett. El vehicle va ser presentat el 2009 al Frankfurt Motor Show.